# Волков, Александр Александрович (математик)
Александр Александрович Волков (1876 — сентябрь 1919) — российский математик.

## Биография
Родился в семье преподавателя французского языка. Учился во 2-й московской прогимназии; затем окончил 1-ю московскую гимназию (1895, золотая медаль) и математическое отделение физико-математического факультета Московского университета (1899, диплом 1-й степени).
По отзыву профессора Б. К. Млодзиевского, Волков в студенческие годы «занимался с большим успехом. Он несколько раз выступал с сообщениями во внеочередных заседаниях Московского математического общества и обнаружил большой интерес к математическим наукам и полное умение излагать свои изыскания просто и ясно. Во время своего пребывания в университете г. Волков освоился с языками французским, итальянским и английским настолько, что может совершенно свободно понимать математические сочинения на этих языках».
В 1900 году был оставлен для приготовления к профессорскому званию по кафедре чистой математики Московского университета. Получил золотую медаль за работу «Задача Плато в теории минимальных поверхностей». Преподавал математику в Петропавловском мужском училище и в гимназии им. Медведниковых.
В 1904 году выдержал магистерский экзамен, слушал лекции Ф. Клейна и Д. Гильберта в Гёттингенском университете, участвовал в Третьем Международном математическом конгрессе, проходившем в Гейдельберге.
В 1905—1911 и с 1917 года — приват-доцент Московского университета. Читал спецкурсы, вёл практические занятия по дифференциальной геометрии и интегрированию дифференциальных уравнений, связанные с лекциями профессора Д. Ф. Егорова. По мнению Егорова, вел занятия «с полным успехом и большим умением». Также вместе с Егоровым преподавал в Московском инженерном училище. Одновременно в 1906—1909 годах возглавлял попечительский совет женской гимназии Н. П. Хвостовой.
Также, в 1911-1916 годах был штатным преподавателем 3-го московского реального училища им. А. Шелапутина, преподавателем Московских женских педагогических курсов Д. И. Тихомирова. С 1916 года — преподаватель Императорского московского технического училища.
По состоянию на 1919 был профессором Института путей сообщения, Высшего технического училища, 1-го и 2-го МГУ.
Являлся членом Партии народной свободы.
Был арестован 1 сентября 1919 на квартире Н. Н. Щепкина, где чекисты устроили засаду. В докладе Л. Б. Каменева комитету обороны города Москвы о военном заговоре сказано, что у Волкова был найден отрывок частично зашифрованного сообщения. Расстрелян по делу антисоветской организации «Национальный центр». В списке лиц, расстрелянных по постановлению ВЧК, опубликованном 23 сентября 1919 года, сказано, что Волков «составлял для „Нац. Центра“ шифры, которыми „Нац. Центр“ пользовался для переписки с Деникиным, а также расшифровывал письма, получаемые „Нац. Центром“».